# You Light Up My Life: Inspirational Songs
You Light Up My Life: Inspirational Songs è un album in studio della cantante statunitense LeAnn Rimes, pubblicato nel 1997.

## Tracce
1. You Light Up My Life – 3:37 (Joe Brooks)
2. The Rose – 3:33 (Amanda McBroom)
3. Bridge Over Troubled Water – 4:40 (Paul Simon)
4. I Believe – 2:22 (Ervin Drake, Irvin Graham, Jimmy Shirl, Al Stillman)
5. Ten Thousand Angels Cried – 3:59 (Dave Patillo)
6. Clinging to a Saving Hand – 2:44 (Bill Mack)
7. On the Side of Angels – 3:49 (Gary Burr, Gerry House)
8. I Know Who Holds Tomorrow – 4:41 (Ira Stanphill)
9. God Bless America – 3:06 (Irving Berlin)
10. How Do I Live (Extended Mix) – 4:57 (Diane Warren)
11. Amazing Grace (Traditional) – 4:06 (John Newton)
12. National Anthem (Traditional) – 1:59 (Francis Scott Key)